# 掎鹿寺
掎鹿寺（はしかじ）は兵庫県加東市にある高野山真言宗の仏教寺院。山号は白鹿山（はくろくさん）。本尊は薬師如来。聖徳太子の開基と伝わる。

## 歴史
播磨鑑によると、推古天皇2年（549年）に聖徳太子が勝鬘経を諸国で講じた時、当地にも立ち寄った。たまたま白鹿が撲殺されそうになっているのを見て、これを救済しようと思って薬師如来に祈願したところ、すぐに白鹿は立ち上がり大いに喜んで去った。太子は霊験の速やかな事に感激し、薬師如来を彫ってこの地に安置した。
開基当時は白鹿山の山裾に層塔の建つ巨大な古代寺院があったと推定されている。
神亀2年（725年）行基菩薩が訪れ堂を構え、薬師如来像を今の山中に移し、更に十一面観世音菩薩像を刻んで安置した。
応永32年（1426年）赤松満祐の嫡男、教康が金堂の壊廃を憂いて改修し、永享7年（1435年）多宝塔が落慶し、同11年（1439年）3月に堂宇が落成した。慶安元年（1648年）徳川家光の御朱印地、寺領18石となり、寛文5年（1665年）に観音堂が落慶し、同年に興された播磨西国三十三箇所霊場の22番札所となった。
古義真言宗本末帳によると、「高野山宝城院末」として「御朱印18石寺中分配、加東郡白鹿山掎鹿寺寺中20宇」とあり、塔頭にもそれぞれ「大乗院末寺6宇」「南蔵院末寺8宇」とあって、計34の堂宇があった。
明治の神仏分離令によって天神村一宮牛頭天王社（現、天神一之宮神社）と別当寺実相坊、黒谷村若宮八幡宮（現、黒谷若宮八幡宮）と別当寺岩之坊、常田村住吉神社（現、秋津住吉神社）と別当寺成就院が分離し、掎鹿寺塔頭末寺の各別当寺が廃寺となった。
明治13年（1880年）に火災により多宝塔、鐘楼堂と塔頭の大乗院、南蔵院を除き諸堂がことごとく焼失した。焼失を免れた鐘楼堂の鐘は太平洋戦争で供出し、鐘楼堂も長年の風雨によって傷み、平成になって解体された。また同じく焼失を免れた多宝塔も、解体修理の費用を捻出できず、昭和39年（1964年）狭山不動寺に売却された。
現在は本堂と塔頭の大乗院、南蔵院が残っている。

## 伽藍
- 本堂
- 大乗院
- 南蔵院

## 札所
- 播磨西国三十三箇所第22番札所
- 加東四国八十八ヶ所霊場22番札所

御詠歌「もみじせし はくろくさんの くもはれて それとあらわに みゆるはしかじ」